# 日産・J型エンジン
日産・J型エンジンは、日産自動車が1960年代から1980年代にかけて製造していた直列4気筒および直列6気筒のガソリン直噴エンジンである。BMCのBシリーズエンジンのライセンスを受けて生産された1Hエンジンや、ストローク長を短くした1.0 L C型エンジンおよび1.2 L E型エンジンに似ているが、直接のコピーではない。

## 直列4気筒

### J13
1,299 cc (1.3 L; 79.3 cu in) のOHVエンジンであるJ13は、1965年から1967年のダットサン・411セダンおよびワゴン (当初はスポーティモデルの「SS」シリーズのみ) に使用された。また、L型エンジンに置き換えられるまで1967年から1969年にかけて、ダットサン・520および521トラック用にも生産された。メキシコで組み立てられたブルーバード510にもJ13エンジンが搭載された。

### J15
1970年代から1980年代にかけて、海外市場における620や720などのさまざまなピックアップトラックのために生産された。710などの一部のセダンだけでなく、PA321型キャブスターにも使用された。

### J16
主に実用車向けに製造された。このエンジンは、日産自身が乗用車でOHVエンジンの使用を中止してからずっと後、日産の台湾のパートナーである裕隆汽車によってバイオレットにも搭載された。
搭載車種:
- 1972年9月 - 1976年1月 ホーマー、キャブスター T20型系 (81 PS (60 kW) at 5,400 rpm)[6]
- 裕隆・バイオレット 707 (バイオレットの台湾仕様) 80 PS (59 kW) SAE at 5,200 rpm[7]
- E23型アーバン (一部の市場でのみ)
- 1972年 - 1976年 ホーマー T20
- 1979年 - 1982年 ダットサントラック720

### J18
J18 は、メキシコで製造されたさまざまな日産モデルに使用されている 1.8 L エンジンである。

## 直列6気筒

### J20
J20は1,973 cc (2.0 L) の排気量を持つ，J型唯一の直列6気筒エンジンである。109馬力 (81 kW) を発生し、1966年から1969年の日産・セドリックに使用された。 J20は基本的にJ13に2つのシリンダーを追加したものである。
ちなみに、フォルクスワーゲンの2.0L「JL」5気筒エンジンは(日産)フォルクスワーゲン・サンタナに搭載され、日産によって「J」エンジンと呼ばれていたが互いに共通点はなく、たとえ同じ排気量であっても、オリジナルのJ20と同じではない。